# Стойков, Василий Иванович
Васи́лий Ива́нович Сто́йков (22 апреля 1929, Ольшанка, Первомайский округ — 20 сентября 2020, Санкт-Петербург) — православный священник, протоиерей Русской православной церкви, первый проректор Санкт-Петербургской Духовной академии, заслуженный профессор богословия. Духовник Тихвинской епархии. Настоятель храма Иоанна Милостивого в городе Отрадном Ленинградской области.

## Биография
С 1948 по 1951 год обучался в Одесской духовной семинарии, после окончания которой поступил в Ленинградскую духовную академию.
20 марта 1955 года был рукоположён в сан диакона митрополитом Ленинградским и Новгородским Григорием (Чуковым) в Николо-Богоявленском соборе Ленинграда.
5 июня того же года был рукоположён в сан пресвитера.
В 1955 году окончил Ленинградскую духовную академию со степенью кандидата богословия за диссертацию на тему «Ю. И. Венелин и его значение в деле возрождения болгар». Был оставлен в академии на преподавательской работе. В 1956 году Василию Стойкову было присвоено звание доцента, а в 1972 он был назначен секретарём учёного совета академии. В 1975 году Василий Стойков получил звание профессора богословия. В 1976 году назначен исполняющим обязанности инспектора.
В 1983—1987 годах вступил в должность настоятеля Князь-Владимирского собора Ленинграда.
С 1987 по 1990 годы — исполняющий обязанности проректора по учебной работе Ленинградской духовной академии. В 1990 году утверждён в должности проректора. C 12 августа 1992 года по 19 июля 1993 года исполнял обязанности, а 19 июля 1993 года был утверждён в должности ректора Санкт-Петербургской Духовной академии.
В 1993 году, будучи ректором Санкт-Петербургских духовных школ, он поддержал учреждение Русского христианского гуманитарного института (в настоящее время — Русская христианская гуманитарная академия), оказав доверие и молодому коллективу энтузиастов, и новой линии культурно-просветительской деятельности
В 1996 году Василию Стойкову было присвоено звание заслуженного профессора, а также академика Академии гуманитарных наук, он был назначен проректором СПбДАиС по учебной работе.
С 11 июня 1997 года по 2020 год являлся настоятелем храма святителя Иоанна Милостивого в городе Отрадном Ленинградской области.
С 17 июля 2014 года был председателем комиссии по канонизации святых Тихвинской епархии.
Скончался 20 сентября 2020 года в Санкт-Петербурге на 92-м году жизни. Похоронен 23 сентября на Никольском кладбище Александро-Невской лавры.

## Публикации
- Пленум комиссии «Вера и устройство» в г. Сент-Эндрюсе (Шотландия) (август 1960 года) // Журнал Московской Патриархии. 1960. — № 12. — С. 41-52.
- Пребывание в СССР группы богословов Департамента Всемирного Совета Церквей «Вера и церковное устройство» // Журнал Московской Патриархии. 1962. — № 11. — С. 30-33.
- Святой Астерий Амасийский и его проповеди // Журнал Московской Патриархии. 1969. — № 8. — С. 83-91.
- О прославлении Бога словом и делами // Журнал Московской Патриархии. 1969. — № 8. — С. 27-28.
- Малоизвестное слово с именем святого Астерия Амасийского // Журнал Московской Патриархии. 1971. — № 2. — С. 77-79.
- Магистерский диспут епископа Астраханского Михаила [еп. Михаил «Основы православного учения о личном спасении по Священному Писанию и святоотеческим высказываниям»] // Журнал Московской Патриархии. 1972. — № 8. — С. 26-27.
- Святитель Иоанн Златоуст о покаянии и посте // Журнал Московской Патриархии. 1973. — № 6. — С. 57-60.
- Третье богословское собеседование в Финляндии // Журнал Московской Патриархии. 1974. — № 10. — С. 59-63.
- Первое собеседование богословов Русской Православной Церкви и Союза Евангелических Церквей в ГДР // Журнал Московской Патриархии. 1975. — № 3. — С. 50-57; № 4. — С. 66-68.
- В Ленинградской митрополии [празднование тридцатилетия Великой Победы] // Журнал Московской Патриархии. 1975. — № 8. — С. 7-8.
- Богословское собеседование «Арнольдсхайн-VII» // Журнал Московской Патриархии. 1976. — № 9. — С. 62-69.
- На праздновании 100-летия освобождения Болгарии от османского ига // Журнал Московской Патриархии. 1978. — № 2. — С. 58-59; № 3. — С. 51-57.
- Участие русского народа в освобождении Болгарии (по страницам «Церковного вестника») // Журнал Московской Патриархии. 1978. — № 4. — С. 54-56; № 5. — С. 44-46.
- Служение Церкви и миру (пастырь прежде всего) // Журнал Московской Патриархии. 1979. — № 4. — С. 36-48.
- Тезисы по теме «Церковное служение современному миру» [IX Богословское собеседование представителей Русской Православной Церкви и Евангелической Церкви в Германии, ФРГ («Арнольдсхайн-IX»)] // Журнал Московской Патриархии. 1982. — № 1. — С. 56. (в соавторстве с Хайнцем-Йоахимом Хельдом)
- Русская аскетическая мысль и пастырское душепопечение // Вестник Русского Западно-Европейского Патриаршего Экзархата. 1988. — № 117. — С. 191.
- Поучение на апостольское чтение (Гал. 1, 11) // Журнал Московской Патриархии. 1989. — № 5. — С. 35-36.
- Церковно-общественное значение трудов святителя Софрония Врачанского // Журнал Московской Патриархии. 1989. — № 11. — С. 50-53.
- Поучение в Неделю сыропустную // Вестник Ленинградской духовной академии. 1990. — № 1. — С. 81-83.
- Поучение в Неделю 29-ю // Вестник Ленинградской духовной академии. 1990. — № 3. — С. 121—123.
- Поучение перед новогодним молебном // Христианское чтение. 1992. — № 7. — С. 53-55.
- Начало юбилейных торжеств: [Праздник св. ап. Иоанна Богослова и юбилеи СПбДА: 275-летие со дня основания и 50-летие со дня восстановления] // Христианское чтение. 1996. — № 13. — С. 5-9.
- Венец юбилея: [О юбил. торжествах в СПбДА в дек. 1996 г.] // Христианское чтение. 1997. — № 14. — С. 5-10.
- Из летописи духовных школ в Санкт-Петербурге: (Исторические вехи): [Докл. на юбил. конф. СПбДАиС. 25-26 дек. 1996 г.] // Христианское чтение. 1997. — № 14. — С. 28-42.
- Памяти Н. А. Заболотского // Журнал Московской Патриархии. 1999. — № 6. — С. 62-63.
- Отчёт о состоянии СПбДАиС за 1997/98 учебный год // Христианское чтение. 1999. — № 17. — С. 5-20.
- Литургическое богословие: [Докл. на Богосл. конф. «Православное богословие на пороге третьего тысячелетия». Москва, 7-9 февр. 2000 г.] // Церковь и время. М., 2000. — № 2(11). — С. 150—168.
- Актовая речь, посвящённая памяти заслуженного профессора СПбДА Н. Д. Успенского (к 100-летию со дня рождения) // Христианское чтение. 2000. — № 19. — С. 21-38.
- Из воспоминаний о былом // Христианское чтение. 2006. — № 27. — С. 145—161

## Награды
- Орден святителя Софрония Врачанского II степени Болгарской Церкви[2]
- Орден святого Климента Охридского II степени Болгарской Церкви
- 1977 — Орден святого равноапостольного князя Владимира II степени[9]
- 1986 — Орден преподобного Сергия Радонежского II степени[9]
- 2000 — Орден святого благоверного князя Даниила Московского III степени[9]
- 2009 — Орден святителя Макария, митрополита Московского II степени[9]
- 2014 — Орден преподобного Серафима Саровского II степени[9]
- 2017 — Юбилейная медаль «В память 100-летия восстановления Патриаршества в РПЦ»[9]
- 2020 — Патриаршая грамота[9]